# Episodi di Naruto: Shippuden (terza stagione)
La Saga dei dodici ninja guardiani (守護忍十二士の章?, Shugonin jūnishi no shō) costituisce la terza stagione della serie televisiva anime Naruto: Shippuden ed è composta dagli episodi che vanno dal 54 al 71. La regia è di Hayato Date ed è prodotta da TV Tokyo e Studio Pierrot. Gli episodi, anche se ispirati al manga di Masashi Kishimoto Naruto, non sono adattati direttamente da esso, ma costituiscono una saga originale, fanno solo eccezione gli episodi dal 54 al 56 e quello di chiusura. La trama di questa stagione è incentrata sulla storia dei dodici ninja guardiani.
La terza stagione è andata in onda in Giappone dal 3 aprile al 14 agosto 2008 su TV Tokyo. In Italia è stata trasmessa su Italia 1 dal 17 settembre al 17 novembre 2009. È stata ritrasmessa integralmente dal 12 al 21 gennaio 2015 su Italia 2.
La stagione adotta la sigla di apertura Blue Bird (ブルーバード? lett. "Uccello blu") di Ikimono Gakari (episodi 54-71) e due sigle di chiusura: Sunao na niji (素直な虹?) dei Surface (episodi 54-63) e Broken Youth dei Nico Touches the Walls (episodi 64-71).

## Lista episodi
| Nº | Titolo italiano Giapponese 「Kanji」 - Rōmaji | In onda        | In onda           |
| Nº | Titolo italiano Giapponese 「Kanji」 - Rōmaji | Giapponese     | Italiano          |
| 54 | L'incubo 「悪夢」 - Akumu | 3 aprile 2008  | 17 settembre 2009 |
| 54 | Naruto ha un incubo dove vede un individuo misterioso sprigionare la forza della Volpe a Nove Code. Dopo essersi ricordato del recente incontro con Sasuke, Naruto si rende conto che si è trattato solo di un brutto sogno. Nel frattempo, Sai inizia a studiare i vari metodi per socializzare con gli altri e a utilizzare i soprannomi, ma la cosa si presenta alquanto difficile per lui. Naruto, Sakura e Sai vanno a visitare il maestro Kakashi in ospedale e quest'ultimo avverte Naruto che, una volta dimesso, lo sottoporrà a uno speciale addestramento per creare una nuova tecnica più potente del Rasengan. Prima che Kakashi possa spiegare i dettagli a Naruto, arriva Asuma con il Team 10 al completo. |                |                   |
| 55 | Vento 「旋風」 - Kaze | 17 aprile 2008 | 22 settembre 2009 |
| 55 | Naruto inizia il suo personale allenamento col maestro Kakashi. Come primo passo, Kakashi aiuta Naruto a scoprire la natura del suo chakra che risulta essere di elemento vento. Arriva anche Yamato, voluto da Kakashi per bloccare un'eventuale trasformazione di Naruto nella Volpe a Nove Code. Kakashi spiega a Naruto che il suo allenamento consisterà nel fondere l'elemento vento al Rasengan e che, attraverso le copie, è possibile accelerare un allenamento che richiederebbe anni. L'allenamento ha inizio quando Naruto raccoglie con i cloni tutte le foglie di un albero per tagliarle con il chakra del vento. |                |                   |
| 56 | Tremore 「うごめく」 - Ugomeku | 24 aprile 2008 | 24 settembre 2009 |
| 56 | Naruto è ancora impegnato nel suo allenamento con le foglie insieme a Kakashi e Yamato. Chiedendo consigli ad Asuma, che possiede l'elemento vento come Naruto, egli riesce a comprendere come utilizzare al meglio quest'ultimo. Naruto, con le sue copie, alla fine, riesce a tagliare completamente a metà la foglia. Intanto, il Quinto Hokage assegna una missione al Team Asuma e al Team Yamato. |                |                   |
| 57 | Privato del sonno eterno 「奪われた永眠り」 - Ubawareta ei nemuri | 8 maggio 2008  | 29 settembre 2009 |
| 57 | Il Team Yamato viene inviato in missione al tempio del Fuoco per proteggere da alcuni predoni le tombe contenenti quattro dei dodici ninja guardiani. Naruto giunge sul luogo della prima tomba, già profanata, e si scontra con un ragazzo di nome Sora (il quale utilizza l'elemento vento) che scambia Naruto per il profanatore. Grazie all'intervento di Chiriku, capo del tempio, nonché ex-membro dei dodici, viene chiarito l'equivoco e il Team Yamato viene scortato al tempio che Naruto aveva già sognato in precedenza. |                |                   |
| 58 | Solitudine 「孤独」 - Kodoku | 8 maggio 2008  | 1º ottobre 2009   |
| 58 | Arrivati al tempio del Fuoco, il Team Yamato scopre che anche Asuma, in passato, faceva parte dei dodici ninja guardiani e aveva contribuito, assieme a Chiriku, a evitare un colpo di stato da parte di alcuni dei membri. Naruto scopre che Sora ha un potere misterioso e, per questo motivo, viene messo in disparte dagli altri monaci. Nel frattempo, la seconda delle quattro tombe viene trafugata e il team si getta all'inseguimento. |                |                   |
| 59 | Un nuovo nemico 「新たな敵」 - Arata na teki | 15 maggio 2008 | 6 ottobre 2009    |
| 59 | Il Team Yamato, Chiriku e Sora localizzano le quattro bare rubate in una valle. Mentre Chiriku rimane indietro, gli altri si gettano all'inseguimento. In realtà, si tratta di una trappola: i predoni riescono, con una tecnica della terra, La Ruota della Fortuna, a intrappolare tutti e a dividerli. Così, Yamato, Sai e Naruto incontrano rispettivamente Fudou, Fuen e Fuka, tre dei predoni. |                |                   |
| 60 | Precarietà 「有為転変」 - Uitenpen | 22 maggio 2008 | 8 ottobre 2009    |
| 60 | Fudou intrappola Yamato nella roccia e si allontana credendo di averlo sconfitto, ma il capitano è ancora vivo e si libera. Sai riesce a scappare da Fuen e a salvare Sakura da un ragno gigante. Naruto è alle prese con Fuka che è in grado di utilizzare più elementi. Intanto, Sora incontra Furido, il capo dei predoni. |                |                   |
| 61 | Contatto 「接触」 - Sesshoku | 29 maggio 2008 | 13 ottobre 2009   |
| 61 | Naruto è alle prese con Fuka, la quale è in grado di utilizzare tutti e cinque elementi e, per questo motivo, sembra essere imbattibile. Sora si scontra con Furido. Quest'ultimo cerca di convincere il ragazzo ad utilizzare i suoi poteri. Naruto riceve il Bacio della Morte di Fuka, la quale, dopo avergli risucchiato tutto il chakra, non riesce ad assorbire quello della Volpe a Nove Code. Naruto viene salvato dall'intervento di Sora che si è allontanato da Furido dopo aver percepito una richiesta d'aiuto da parte del ragazzo. Successivamente i predoni si ritirano in seguito all'arrivo di Chiriku. Sora, infine, viene convinto da Yamato a tornare a Konoha con il resto del team. |                |                   |
| 62 | Compagno di squadra 「チームメイト」 - Chīmumeito | 5 giugno 2008  | 15 ottobre 2009   |
| 62 | Il Team Yamato e Sora ritornano al Villaggio della Foglia. Yamato rivela a Tsunade il sospetto che il ragazzo possa essere il vero bersaglio dei predoni. Sora fa conoscenza di alcuni compagni di Naruto e conversa con Asuma dal quale riceve informazioni riguardo al padre che, proprio come Asuma e Chiriku, faceva parte dei dodici ninja guardiani. Asuma afferma che l'uomo è morto per proteggere i propri ideali e commenta anche che Sora è cresciuto molto. Nel frattempo, i predoni attaccano un altro villaggio del Paese del Fuoco. |                |                   |
| 63 | I due Re 「二つの玉」 - Futatsu no gyoku | 19 giugno 2008 | 20 ottobre 2009   |
| 63 | Asuma sottopone Naruto e Sora a un allenamento per affinare le loro abilità con l'elemento vento. Intanto, giunge, al villaggio, un messaggio da Chiriku che li avverte dei poteri nascosti di Sora. Dopo l'allenamento, Asuma ricorda i momenti passati combattendo contro il padre del ragazzo. Mentre passeggia per le strade del villaggio, Sora incontra Furido, il quale lo informa che è stato proprio Asuma a uccidere suo padre e consegna al ragazzo due pedine dello shogi dicendo che sono per Asuma. Nel frattempo, Danzo è sparito. |                |                   |
| 64 | Segnali di fuoco 「漆黒の狼煙」 - Shikkoku no noroshi | 3 luglio 2008  | 22 ottobre 2009   |
| 64 | Gli ANBU riescono a catturare Danzo per interrogarlo: egli doveva incontrare un ninja infiltrato nel Villaggio della Pioggia che, in realtà, stava raccogliendo informazioni su Danzo stesso per i due consiglieri. Questi propone a Tsunade di eliminare Sora in quanto potenziale pericolo per il villaggio mentre egli viene sorpreso a spiare e coglie l'occasione per chiedere ad Asuma se ha ucciso suo padre. Alla risposta affermativa del Jonin, Sora si scatena mostrando un'incredibile forza e viene fermato da Naruto che viene colpito per proteggere Sora e sviene. In ospedale, Naruto sogna ancora Sora che scatena il potere del Demone Volpe al tempio del Fuoco. Intanto, Furido racconta a Sora la storia di suo padre che voleva un Paese governato dal Signore Feudale e, quindi, era contro l'Hokage. Sora gli crede e tenta di assassinare Tsunade, ma viene fermato da Naruto. |                |                   |
| 65 | La fine del buio 「暗黒の施錠」 - Ankoku no sejō | 3 luglio 2008  | 27 ottobre 2009   |
| 65 | Mentre Naruto insegue Sora, il villaggio viene attaccato dai quattro predoni che riescono a penetrare all'interno senza alcuna difficoltà. Successivamente, creano un'enorme barriera distruggendo buona parte di Konoha e compaiono degli individui simili a ninja zombie. Preoccupato dallo svolgersi degli eventi, Asuma raggiunge Naruto e Sora mettendolo di fronte al fatto di essere stato usato dai quattro predoni. Sora, sconvolto da questa rivelazione, fugge di nuovo. Asuma intima a Naruto di inseguire Sora mentre egli si prepara a contrastare gli aggressori di Konoha. |                |                   |
| 66 | Anime rianimate 「黄泉がえる魂」 - Yomigaeru tamashii | 10 luglio 2008 | 29 ottobre 2009   |
| 66 | Si scopre che gli zombie sono tutti ninja vittime dei predoni, resuscitate per combattere contro Konoha. Asuma arriva alla centrale elettrica dove i predoni riportano in vita i cadaveri dei quattro ex-guardiani ninja e scopre, così, che il piano dei predoni è quello di utilizzare una potente tecnica del fulmine in combinazione con i quattro ninja per poter radere al suolo Konoha. Quindi, Asuma inizia a combattere contro Kitane, uno di loro. Intanto, Naruto, Sakura e Yamato si trovano a combattere rispettivamente con Fuka, Fuen e Fudou mentre gli altri sono alle prese con gli zombie. Nel frattempo, Shikamaru è nell'ufficio dell'Hokage a pensare a una strategia per sconfiggere i nemici. |                |                   |
| 67 | Lottare per la vita 「それぞれの死闘」 - Sorezore no shitō | 24 luglio 2008 | 3 novembre 2009   |
| 67 | Sora si oppone al piano di Furido, il quale, però, lo mette facilmente al tappeto. Intanto, Naruto è in difficoltà contro Fuka mentre Kitane intrappola Asuma e fugge. Sakura è alle prese con l'illusione di Fuen, ma riesce a liberarsi e a uccidere quest'ultima, di conseguenza, la barriera eretta intorno al villaggio scompare. Anche Yamato uccide, senza difficoltà, Fudou e, di conseguenza, anche gli zombie iniziano a scomparire. |                |                   |
| 68 | Il momento del risveglio 「目覚めの刻」 - Mezame no toki | 31 luglio 2008 | 5 novembre 2009   |
| 68 | Furido svela a Sora il suo segreto, ovvero che quando la Volpe a Nove Code attaccò il villaggio, egli riuscì a impadronirsi di una parte del chakra rilasciato dal demone e lo sigillò dentro Sora diventando quasi una forza portante. Intanto, Asuma riesce a liberarsi e a fermare Kitane in tempo, così, le tecniche di resurrezione vengono annullate. Nel frattempo, Naruto sconfigge Fuka. Furido scioglie il sigillo di Sora, cosicché quest'ultimo distrugga il villaggio. |                |                   |
| 69 | Disperazione 「絶望」 - Zetsubō | 31 luglio 2008 | 10 novembre 2009  |
| 69 | Il sigillo di Sora è stato tolto e, così, comincia a fuoriuscire il chakra della Volpe. Naruto e Asuma li raggiungono, ma, ormai, Sora ha perso il controllo e appare la prima coda. Asuma riconosce Furido: egli non è altri che Kazuma, il padre di Sora, che credeva di avere ucciso. Arrivano anche il team di Asuma, Rock Lee e Kiba, ma non sono in grado di contrastare il ragazzo, ormai apparentemente inarrestabile per il formarsi di altre due code che sembra intenzionato a distruggere il villaggio. |                |                   |
| 70 | Risonanza 「共鳴」 - Kyōmei | 7 agosto 2008  | 12 novembre 2009  |
| 70 | Mentre Asuma combatte contro Kazuma, gli altri tentano di fermare Sora che, ormai, ha perso il controllo e ha prodotto la quarta coda della Volpe. Naruto continua a chiamare Sora, convinto che questi sia ancora cosciente, ma, appena lo tocca, inizia a trasformarsi anche lui in Volpe. Kazuma spiega che, finché i due saranno vicini, il potere della Volpe continuerà ad aumentare fino a distruggere il villaggio. Naruto, invece, riesce a bloccare la trasformazione con la sua forza di volontà e incita Sora a fare altrettanto. |                |                   |
| 71 | Amico 「友よ」 - Tomo yo | 14 agosto 2008 | 17 novembre 2009  |
| 71 | Nonostante sia gravemente ferito, Naruto cerca in tutti i modi di far tornare Sora normale. Nel frattempo, Asuma riesce a sconfiggere Kazuma con l'aiuto di Sai, scappato dall'ospedale. Alla fine, Sora riprende conoscenza e il chakra della Volpe si separa dal suo corpo. Il giorno dopo, mentre il villaggio viene ricostruito, Sora parte dicendo di voler visitare il mondo anziché tornare al tempio del Fuoco. Intanto, in un altro posto, una ragazza (Nii Yugito, la forza portante del Gatto a Due Code) viene inseguita da due nuovi membri di Alba: Hidan e Kakuzu. |                |                   |

## DVD

### Giappone
Gli episodi della terza stagione di Naruto: Shippuden sono stati distribuiti in Giappone anche tramite DVD, quattro o cinque per disco, da settembre a dicembre 2008. Per la seconda e la terza stagione è stato anche distribuito un DVD riassuntivo delle stagioni nominato The Brave Stories II "Aratanaru nakama Sai" e verrà pubblicato il 22 aprile 2015.
| N° | Data             | Dischi | Episodi | Extra |
| -- | ---------------- | ------ | ------- | ----- |
| 1  | 3 settembre 2008 | 1      | 54-57   | /     |
| 2  | 1º ottobre 2008  | 1      | 58-61   | /     |
| 3  | 5 novembre 2008  | 1      | 62-66   | /     |
| 4  | 3 dicembre 2008  | 1      | 67-71   | /     |

| N° | Data           | Dischi | Episodi | Extra                |
| -- | -------------- | ------ | ------- | -------------------- |
| 1  | 22 aprile 2015 | 1      | 33-71   | Booklet di 16 pagine |